# توم إغان
توم إغان (بالإنجليزية: Tom Egan)‏ هو لاعب كرة قاعدة أمريكي، ولد في 9 يونيو 1946 في لوس أنجلوس في الولايات المتحدة.

## وصلات خارجية
- توم إغان على موقعبيزبول رفرنس.كوم (الدوري الرئيسي) (الإنجليزية)